# Кобяков, Александр Михайлович
Алекса́ндр Миха́йлович Кобяко́в (1854 — 1916) — гороховецкий городской голова, член III Государственной думы от Владимирской губернии.

## Биография
Православный. Потомственный почетный гражданин, купец. Домовладелец города Гороховца.
Образование получил в приходском училище, по окончании которого в 1876 году, выдержав экзамен на классный чин, поступил членом Гороховецкого местного комитета Красного Креста.
Занимался торговлей и общественной деятельностью. С 1880 года избирался гласным Гороховецкой городской думы. В 1892 году был избран гороховецким городским головой, в каковой должности состоял до 1917 года. За это время в Гороховце были построены богадельня и женская прогимназия, открыта городская общественная библиотека, расширено городское приходское училище и пожарное депо, построено каменное здание городской думы и замощено несколько улиц. В качестве представителя города подносил хлеб-соль императору Николаю II и императрице на станции «Гороховец» 20 июля 1896 года при следовании Их Величеств из Нижнего Новгорода со Всероссийской выставки.
Кроме того, в разные годы состоял членом уездного податного присутствия по гильдейской раскладке (1888—1899), членом городского по квартирному налогу присутствия (1894—1899), почетным мировым судьей по Гороховецкому уезду, председателем совета Сапожниковской богадельни в Гороховце, заступающим место председателя уездного попечительства детских приютов и членом разных благотворительных обществ. За свою службу имел две золотые шейные медали и орден св. Анны 3-й степени, в 1907 году был возведен в звание потомственного почетного гражданина.
В 1906 году на выборах в Государственную думу I созыва возглавлял гороховецкую Торгово-промышленную партию. 23 октября 1908 года на дополнительных выборах от 1-го съезда городских избирателей Владимирской губернии был избран в Государственную думу на место отказавшегося Л. С. Павлова. Входил во фракцию прогрессистов, с 5-й сессии — в группу беспартийных. Состоял членом комиссий по городским делам и по направлению законодательных предположений.
Советский академик Ф. П. Саваренский, уроженец Гороховца, вспоминал:

Украшением нашего города был городской голова Александр Михайлович Кобяков. Высокий, худощавый, выбритый и хорошо одетый, он заметно отличался от остальных купцов. Нижний этаж его благоустроенного двухэтажного дома был весь занят магазином, на полках которого красовались тюки тканей разных цветов. Верхний этаж делился на две половины: в одной жил Александр Михайлович с двумя сыновьями, а в другой — вдова его брата с дочкой. Александр Михайлович вел скромный образ жизни. Человек он был непьющий, но страдавший запоями. Нет, нет, да и запьет он, и пьет до бесчувствия. Случалось это с ним, однако, редко. Как он руководил хозяйством города, — не знаю. По-видимому, при той бедности, которой отличался город, — неплохо. Честности он был безукоризненной. Несмотря на отсутствие образования, он старался не отставать от текущих общественных и политических интересов. Взглядов придерживался либеральных и впоследствии был выбран в Государственную думу, кажется, третьего созыва, где примкнул к партии прогрессистов. В городе пользовался всеобщим уважением.

Кобяков был вдовцом, имел двоих сыновей, Николая и Александра (1893—1966). Александр был студентом Московского университета, в 1915 году окончил ускоренный курс Алексеевского военного училища и был произведен в прапорщики. Участник Первой мировой войны, был дважды ранен и контужен. В 1918 году был мобилизован в РККА. Впоследствии получил юридическое образование, работал в Калуге, а затем в Москве.